# Peromyscus stirtoni
Peromyscus stirtoni är en däggdjursart som beskrevs av Donald Ryder Dickey 1928. Peromyscus stirtoni ingår i släktet hjortråttor och familjen hamsterartade gnagare. IUCN kategoriserar arten globalt som livskraftig. Inga underarter finns listade i Catalogue of Life.
Artepitet i det vetenskapliga namnet hedrar paleontologen Ruben A. Stirton som överlämnade exemplaret som användes för artens vetenskapliga beskrivning (holotyp) till Donald Ryder Dickey.
Arten blir 8,3 till 10,9 cm lång (huvud och bål), har en 8,7 till 10,4 cm lång svans och väger 24 till 36 g. Bakfötterna är 2,2 till 2,5 cm långa och öronen är 1,8 till 2,5 cm stora. Den långa och mjuka pälsen på ovansidan har en gråbrun färg och den blir mer orangebrun på kroppens sidor. Undersidan är täckt av vit päls. Djuret har mörka ringar kring ögonen. Påfallande är den håriga svansen med en svart ovansida och en vit undersida samt en liten tofs vid slutet. Peromyscus stirtoni har vita hår på bakfötternas ovansida.
Denna gnagare förekommer i Guatemala, Honduras, San Salvador och Nicaragua. Den vistas i regioner mellan 200 och 1000 meter över havet. Arten lever i klippiga områden med torra eller halvtorra lövfällande skogar och buskskogar.
Peromyscus stirtoni går främst på marken. En upphittad hona var dräktig med 3 ungar.